# Тополь, Эдуард Владимирович
Эдуа́рд Влади́мирович То́поль (Эдмон Топельберг; род. 8 октября 1938, Баку, СССР) — советский и российский кинорежиссёр, сценарист, продюсер, кинодраматург. Его романы переведены на многие иностранные языки.

## Биография
Родился в Баку, во время войны был в эвакуации в Сибири, затем до 1953 года жил на Украине, в Полтаве. С 1957 года публиковал стихи в газетах. В 1965 году окончил сценарный факультет ВГИКа, мастерская И. Маневича. Работал с начала 1960-х гг корреспондентом в газетах «Социалистический Сумгаит», «Бакинский рабочий», сотрудничал с «Литературной газетой», «Комсомольской правдой». Публиковался в «Юности», «Неве» и других журналах. С 1965 года — профессиональный киносценарист; написал несколько сценариев для кинофильмов.  С начала 1967 по конец 1978 год, не имея московской прописки, фактически жил в подмосковном доме творчества кинематографистов «Болшево» (за неимением в СССР вообще никакого жилья, так как был прописан в Баку, а работал в Москве). С 1978 года — профессиональный писатель.

### Эмиграция
После того как был запрещен фильм «Ошибки юности» по его сценарию, в октябре 1978 года эмигрировал в США. С 2017 года живёт в Израиле в городе Нетания. Наибольшую известность Тополю принесли остросюжетные романы — как классические детективы, так и написанные в жанре политической или шпионской беллетристики.
Роман «Завтра в России» (1987), написанный в жанре альтернативно-исторического политического детектива предсказал события возникновения ГКЧП. Автор эротических романов «Россия в постели», «Новая Россия в постели», «Невинная Настя». Автор романа-расследования «Роман о любви и терроре, или Двое в „Норд-Осте“». Автор публицистики в «Известиях», «МК», «Совершенно секретно» и опубликованного в «АиФ» скандально известного «письма российским банкирам-миллиардерам» (1998 год). По сценариям Тополя сняты фильмы «Юнга Северного флота», «Любовь с первого взгляда», «Несовершеннолетние», «Ошибки юности», телесериал «Красная площадь», 8-серийный фильм «У. Е.», фильмы «Ванечка», «На краю стою» и 8-серийный фильм «Чужое лицо» (2011 год). Серьёзное падение тиражей своих книг, Тополь в 2013 году, связывал с интернет-пиратством.

### Критика
«Литературная газета» давала Тополю такую оценку:

Но к чему завышенные ожидания? Ведь в лице сценариста Эдуарда Тополя мы имеем дело с беллетристом средней, я бы даже сказал, весьма средней руки. Бедненький язык одной из его книжек, изданных в своё время на Западе, конъюнктурный сюжет, „изобличающий“ ненавистные для США Советы, могли привести в восторг англо-американских ангажированных критиков. Цитаты из них „для весомости“ даже вынесены на обложку малотиражного издания тополевского „триллера“: „Смачное развлечение“ (журнал „Spektator“), „Открывает уникальные стороны советского общества“ („The Sunday Times“). Но на нас-то, живших и живущих в описываемой Тополем стране, неужели может произвести впечатление эта „смесь вздора и дерзостной бессмыслицы?

## Награды и премии
- Награда Международного совета российских соотечественников и Правительства Москвы (2003) — за вклад в развитие русского языка и литературы[5]
- «Алая гвоздика» ЦК ВЛКСМ за «Юнгу Северного флота» — лучший фильм для детей и юношества 1974 года
- «Вместе с Россией» — награда Московского правительства за развитие русского языка и литературы за рубежом (2005)
- Приз международного кинофестиваля «Золотой Феникс» и призы Международного фестиваля «Волоколамский рубеж» за фильм «На краю стою»

### Романы и книги
- Красный газ
- Журналист для Брежнева (1981, совместно с Ф. Незнанским)
- Красная площадь (1983, совместно с Ф. Незнанским)
- Невинная Настя, или Сто первых мужчин
- Россия в постели
- Новая Россия в постели
- Китайский проезд
- Настоящая любовь, или Жизнь как роман
- Роман о любви и терроре, или Двое в «Норд-Осте»
- Кремлёвская жена
- Чужое лицо
- Русская семёрка
- Ловушка для Горби
- Любожид
- Русская дива
- Свободный полёт одинокой блондинки (2002, совместно с А. Стефановичем)
- Завтра в России
- Игра в кино
- Убийца на экспорт
- Охота за русской мафией
- Московский полёт
- Влюблённый Достоевский
- Я хочу твою девушку (2000, совместно с А. Стефановичем)
- У. Е. Откровенный роман
- Интимные связи
- На краю стою
- Братство Маргариты
- Рассказы для серьёзных детей и несерьёзных взрослых
- Любовь, пираты и…
- Dermo!
- Женское время, или Война полов
- В погоне за наваждением. Наследники Стива Джобса
- Бисмарк. Русская любовь железного канцлера
- Коктейль «Две семерки»
- Летающий джаз, или Когда мы были союзниками
- Юность Жаботинского
- Явление Пророка

### Пьесы
- Любовь с первого взгляда
- Голосовые связки
- Братство Маргариты
- Четыре чемодана из «Шереметьево-2»

### Детские книги
- Еду я на осле
- Приключения паразитика
- «Стрижи» на льду

### Собрания сочинений
- Собрание сочинений в 9 томах — М., АСТ, 2003.
- Собрание сочинений в 5 томах. — М.: Время, 2008.

## Фильмография

### Режиссёр
- 2008 — «На краю стою»
- 2010 — «Трубач из России»

### Сценарист
- 1968 — «Там, где длинная зима»
- 1971 — «Море нашей надежды»
- 1973 — «Юнга Северного флота»
- 1973 — «Открытие»
- 1975 — «Любовь с первого взгляда»
- 1976 — «Несовершеннолетние»
- 1978 — «Ошибки юности»
- 2004 — «Красная площадь»
- 2006 — «У. Е.»
- 2007 — «Ванечка»
- 2008 — «Монтана»
- 2008 — «На краю стою»
- 2010 — «Трубач из России»
- 2011 — «Чужое лицо»

### Продюсер
- 2008 — «На краю стою»
- 2010 — «Трубач из России»
- 2019 — «Новогодний ремонт»